# Волшебный фонтан Монтжуика

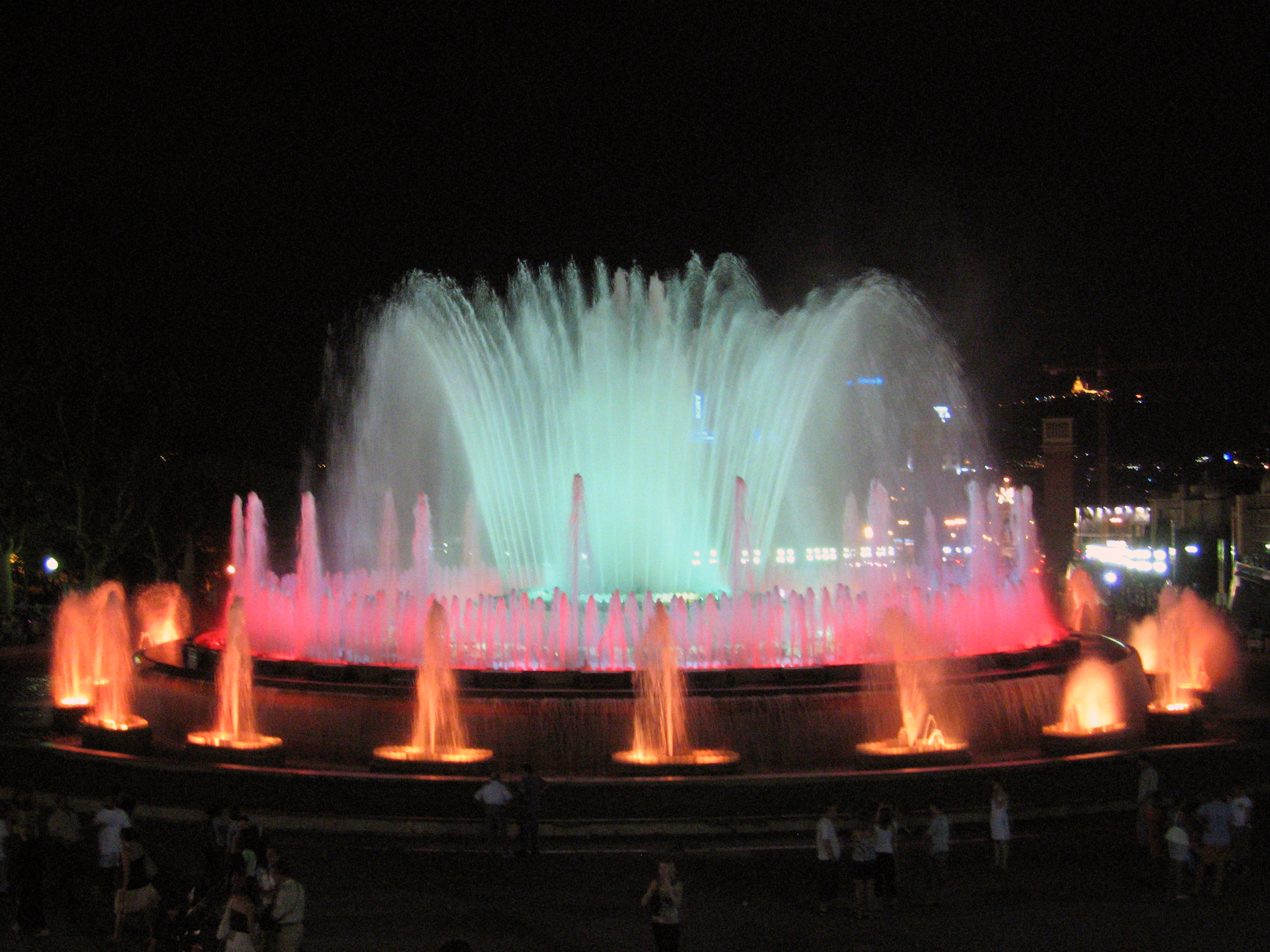
Волшебный фонтан Монтжуика вечером

Волшебный фонтан Монтжуика (исп. Fuente mágica de Montjuic, кат. Font màgica de Montjuïc) — фонтан, расположенный у подножия холма Монтжуик в Барселоне (Испания).
Волшебный фонтан был построен ко Всемирной выставке 1929 года в Барселоне в футуристическом стиле в форме эллипса по проекту местного инженера Карлоса Буигаса.
Вплоть до 1992 года сооружение обходилось без реконструкции и радовало горожан и гостей столицы Каталонии разве что подсветкой. Но перед Олимпиадой-1992 фонтаны решено было сделать одним из символов города, добавив музыкальное сопровождение.
Более 3000 рабочих воплотили грандиозный проект в жизнь всего за год. К чаше от двух башен на площади Испании тянутся каскады фонтанов с подсветкой. Со всех сторон площади возле водной феерии звучат изящные музыкальные мотивы, под которые 3620 струй исполняют свой завораживающий танец.
В год фонтан Монтжуика посещает порядка 2,5 млн человек.
Поначалу обслуживанием шоу занималось порядка 20 человек: они регулировали подачу воды, следили за музыкой и светом. В дальнейшем эти процессы стали автоматизированными.
Расписание работы фонтана, которое часто меняется, можно узнать на официальном сайте.